# جاناتان کرامبی
جاناتان کرامبی (انگلیسی: Jonathan Crombie؛ ۱۲ اکتبر ۱۹۶۶ – ۱۵ آوریل ۲۰۱۵) بازیگر و صداپیشه اهل کانادا بود. عمدهٔ شهرت وی به خاطر بازی در نقش گیلبرت بلایت در فیلم تلویزیونی  رویای سبز، قسمت‌های بعد آن و قصه‌های جزیره بود.

## زندگی شخصی
او در ۱۲ اکتبر سال ۱۹۶۶ به دنیا آمد. پدرش دیوید کرامبی از سال ۱۹۷۲ تا ۱۹۷۸، شهردار تورنتو و در دههٔ ۱۹۸۰ از وزیران کابینهٔ دولت کانادا بود.
کرامبی هرگز ازدواج نکرد و فرزندی نداشت. در سال ۲۰۱۵، خواهرش اعلام کرد: «جاناتان همچنین یک مرد همجنسگرا بود که تا دههٔ چهلم زندگیش آشکارسازی نکرد… او شخص بسیار درونگرایی بود.»

## مرگ
در ۱۸ آوریل ۲۰۱۵، خانوادهٔ کرامبی اعلام کردند که جاناتان کرامبی سه روز پیش از آن به صورت ناگهانی بر اثر خونریزی مغزی در نیویورک درگذشته است. اعضای بدن او نیز اهدا شدند. اخبار مرگ او باعث مطرح شدن دوبارهٔ نام گیلبرت بلایت در توییتر شد که حاصل اشتراک‌گذاری تسلیت‌های طرفدارانش بود.